# Moerastolslak
De moerastolslak (Euconulus praticola) is een slakkensoort uit de familie van de tolslakken (Euconulidae). De wetenschappelijke naam van de soort werd voor het eerst geldig gepubliceerd in 1883 door Otto Reinhardt.

## Kenmerken
Het rechtsgewonden slakkenhuisje is depressief-conisch, in het algemeen licht bolvormig met een afgeplatte basis. Hij is 3 tot 3,5 mm breed en 3 tot 3,5 mm hoog; wat ongeveer even hoog als breed is. Er zijn vijf windingen die langzaam en regelmatig toenemen. De omtrek van de windingen is vrij vlak gebogen, de hechtingen zijn relatief diep. De omtrek is licht convex. De mond staat schuin ten opzichte van de kronkelende as en is asymmetrisch halvemaanvormig. De basis is duidelijk convex en minder afgeplat, en de laatste winding is nauwelijks gekield. De mondzoom is eenvoudig, recht en niet verdikt. Door de smalle winding is de navel niet of nauwelijks zichtbaar.
Bij sterke vergroting vertoont de onderzijde van het huisje duidelijk zeer fijne spiraalstrepen. De bovenkant van het huisje is erg glanzend, de onderkant heeft een meer zijdeachtige glans. Het zachte lichaam is zwart tot blauwzwart. Omdat de schaal doorschijnend is, lijkt de behuizing vrij donker.

## Vergelijkbare soorten
De basis van de moerastolslak is minder afgeplat en meer afgerond in vergelijking met de andere twee tolslakken, de gladde tolslak (Euconulus fulvus) en de bos-tolslak (Euconulus trochiformis). De naad is dieper dan die van de gladde tolslak.

## Geografische spreiding en leefgebied
Het verspreidingsgebied is zeer slecht bekend. De soort komt waarschijnlijk voor van Scandinavië tot Noord-Spanje. De verspreiding in het oosten is onbekend.
De moerastolslak komt alleen voor op zeer natte locaties zoals kalkrijke moerassen, natte weiden en, zeldzamer, vochtige bossen.
In Zwitserland werd het vooral waargenomen aan de waterrand van semi-eutrofe zegge-moerassen en wijngaarden tot 2500 meter boven de zeespiegel. Hij leeft daar meestal samen met de dikke korfslak (Vertigo antivertigo). De dieren leven in het strooisel, maar klimmen ook in de vegetatie.